# Abelona zernyi
Abelona zernyi är en insektsart som först beskrevs av Heinrich Hugo Karny 1932.  Abelona zernyi ingår i släktet Abelona och familjen Gryllacrididae. Inga underarter finns listade i Catalogue of Life.